# يوجين إليوت ريد
يوجين إليوت ريد (بالإنجليزية: Eugene Elliott Reed)‏ هو سياسي أمريكي، ولد في 23 أبريل 1866 في الولايات المتحدة، وتوفي في 15 ديسمبر 1940 في نفس البلد. حزبياً، نشط في الحزب الديمقراطي. وقد انتخب عضو مجلس النواب الأمريكي.